# Maria Westberg
Maria Charlotta Westberg, född den 3 februari 1853 i Stockholm, död där den 4 december 1893, var en svensk ballerina. Hon är främst känd för sin karriär i Danmark, där hon var den danska balettens stjärna under 1870- och 80-talen. 
Hon var dotter till litografen Peter Magnus Westberg och Hedvig Maria Lönnqvist.
Westberg var elev vid Kungliga Baletten 1860; premiärelev 1867, sekonddansös 1870. Hon var aktiv vid Den Kongelige Ballet i Köpenhamn 1872-1890, där hon var solodansare och premiärdansös från 1875. 
Maria Westberg anställdes vid Den Kongelige Ballet på begäran av August Bournonville, som sökte efter en ersättare för sin stjärna Betty Schnell och lade märke till Westberg under sitt besök i Sverige 1871. Under sin tid i Danmark hade Westberg en framgångsrik karriär som en av balettens mest uppmärksammade stjärnor, och gjorde huvudrollen i en rad balletföreställningar under 1870- och 1880-talen. 
Då hennes sedan tidigare sviktande hälsa blev mer och mer undergrävd tog hon den 3 juni 1890 avsked från den danska publiken som Svava i Richard Wagners Valkyrian (de två första akterna) och Nathalie i August Bournonvilles Fra Sibirien til Moskov och flyttade hem till sin födelsestad, där hon avled 1893.